# Susan Gluth
Susan Gluth (* 1968 in Hamburg) ist eine deutsche Dokumentarfilmerin (Kamera, Regie) und Filmproduzentin.

## Leben
Nach abgeschlossener Lehre zur Groß- und Außenhandelskauffrau lernte Gluth das fotografische Handwerk in der Mode- und Werbefotografie in Hamburg und Paris. Es folgte ein Volontariat in der Redaktion bei Spiegel TV, danach die Tätigkeit als freie EB-Assistentin beim deutschen Fernsehen für Reportage- und Magazinformate. Von 1995 bis 2003 studierte sie an der Hochschule für Fernsehen und Film München in der Fachrichtung Dokumentarfilm und Fernsehpublizistik. Seit 1997 ist sie freiberuflich als Kamerafrau tätig und dreht während des Studiums neben den eigenen auch Filme von Kollegen.
Der erste längere Dokumentarfilm als Regisseurin entstand 1999 mit l’amour chez TATI, den ZDF/ARTE ankaufte und der einen Platz in der „Videotheque de Paris“ bekam. 2000 entstand anlässlich des 10. Jahrestages des Mauerfalls in Deutschland unter der Leitung von Gerd Ruge der Film OSTWÄRTS, der innerhalb der ARD in diversen 3. Programmen gezeigt wurde. Mit Nulla si sa, tutto s’immagina … secondo Fellini schloss Gluth 2003 die Filmhochschule ab. Für die Kamera bei diesem Projekt war neben Gluth auch Luigi Falorni zuständig. ARTE sicherte sich die Rechte an diesem assoziativ-experimentellen Dokumentarfilm. 2004 begann Gluth mit einer Langzeitdokumentation über den Gitarristen Dominic Miller.
2005 reiste Gluth in den Tschad und recherchierte und drehte in 4 Wochen in einem Flüchtlingslager entlang der Grenze zum Sudan. Mit Unterstützung von UNICEF entstand Mit den Augen eines Flüchtlingskindes (BR) und die längere Version Shadows of Fate. Produziert wurde der Film von artdocu, Gluth war Co-Produzentin.
Seither produzierte sie ihre Filme selbst. 2008 entstand Wasser und Seife (Das kleine Fernsehspiel), den sie 2009 im Eigenverleih in die Kinos im deutschsprachigen Raum brachte und der auf dem Filmfest Hamburg Premiere feierte. 2010 nahm sie Dreharbeiten von 2004 wieder auf, die sie nach Arizona Sun City führten. Daraus entstand Playing Hooky-getting old is not for sissies, der auf den Hofer Filmtagen 2014 prämiert wurde. 2016 erschien nach 5-jähriger Drehzeit in Nepal und in Co-Produktion mit Martin Hagemann Urmila – für die Freiheit (Urmila-my memory is my power) mit der Premiere in Toronto, Hot Docs. Der Film Gestorben wird morgen soll Ende 2017 in den deutschen Kinos erscheinen.
Gluths Filme liefen auf Internationalen Filmfestivals in Berlin, Rotterdam, Toronto, Montréal, Nyon, Leipzig. Folgende Museen zeigten ihre Arbeiten: Reina Sofia/Madrid, American Natural History Museum/NYC, Haus der Kunst/München, Ethnographisches Museum/München, Filmmuseum Amsterdam, Filmmuseum Potsdam, Deutsches Filmmuseum Frankfurt, Filmmuseum München.
Bisherige Stationen der Drehreisen waren Mexico, Guyana, Brasilien, China, Israel, Bhutan, Japan, Indien, Nepal, Indonesien, Kenia, Korea, Namibia, Seychellen, Senegal, Tschad, USA, Europa. Gluth hat an diversen deutschen Filmhochschulen Lehrveranstaltungen gehalten (HFF München, Filmakademie Ludwigsburg, HdM Stuttgart, Evangelische Hochschule Freiburg, Universität Bayreuth), an der HFF München Dr. Dieter Kronzucker und Werner Schroeter assistiert, begleitet seit 1999 die Int. Hofer Filmtage als Moderatorin und war in diversen Jurys für internationale Filmfestivals und nationale Filmförderungen.
2013 erschien das Buch „Filme. Macherinnen.“ von Henriette Kaiser, edition text + kritik mit einem Porträt über Gluth. 2015 veröffentlicht German Films ein Porträt über Gluth.

## Preise / Auszeichnungen
- 2003: Nominierung Beste Kamera „femme totale“ Dortmund für Nulla si sa, tutto s’immagina … secondo Fellini
- 2003: Nominierung Bester Diplomfilm Babelsberger Medienpreise für Nulla si sa, tutto s’immagina … secondo Fellini
- 2003: Bester Film Int. Milano Filmfestival, Italien für Nulla si sa, tutto s’immagina … secondo Fellini
- 2003: Bester Film Dokfest München/fff für Nulla si sa, tutto s’immagina … secondo Fellini
- 2009: Bester Film Int. Feminafilmfest, Tschechische Republik für Wasser und Seife
- 2009: Beste Regie Riverrun Int. Filmfestival, USA für Wasser und Seife
- 2009: Norddeutscher Filmpreis für Wasser und Seife
- 2009: Prädikat: Besonders wertvoll für Wasser und Seife
- 2016: Vor-Nominierung für den deutschen Filmpreis LOLA für Urmila – für die Freiheit
- 2016: Prädikat: Besonders wertvoll für Urmila – für die Freiheit
- 2016: Bester Film KIMFF, Nepal für Urmila – für die Freiheit
- 2017: Bester Dokumentarfilm NAIFF, Washington für Urmila – für die Freiheit

## Filmografie
- 1995: Ein Plädoyer für den Zirkus
- 1996: everyday life.
- 1998: Anne Wachira, Portrait einer Obdachlosen
- 1998: Eric und seine Kinder
- 1999: Thomas Plenert, Gespräch mit dem Kameramann
- 1999: Hochzeit von der Stange (l’amour chez TATI)
- 2000: OSTWÄRTS
- 2001: Bhutan, ein Land im Himalaya
- 2003: Nichts weiß man, alles stellt man sich vor – nach Fellini (Nulla si sa, tutto s’immagina … secondo Fellini)
- 2005: Mit den Augen eines Flüchtlingskindes
- 2006: Shadows of Fate, a refugee childhood
- 2008: Wasser und Seife (Soap and Water)
- 2014: Playing Hooky – getting old is not for sissies
- 2016: Urmila – für die Freiheit (Urmila-my memory is my power)
- 2017: Gestorben wird Morgen[12]